# Епархия Мултана
Епархия Мултана (лат. Dioecesis Multanensis) — епархия Римско-Католической церкви с центром в городе Мултан, Пакистан. Епархия Мултана входит в митрополию Лахора. Кафедральным собором епархии Мултана является церковь Воскресения Христова в городе Мултан.

## История
17 декабря 1936 года Римский папа Пий II издал буллу Quo apostolici, которой учредил апостольскую префектуру Мултана, выделив её из епархии Лахора.
20 июля 1939 года Римский папа Пий XII издал буллу Enascens inter infideles, которой преобразовал апостольскую префектуру Мултана в епархию. В этот же день епархия Мултана вошла в митрополию Дели и Симлы (сегодня – Архиепархия Дели).
15 июля 1950 года епархия Мултана вошла в митрополию Карачи.
13 апреля 1960 года епархия Мултана передала часть своей территории для возведения новой епархии Лиаллпура (сегодня — Епархия Фейсалабада).
23 апреля 1994 года епархия Мултана вошла в митрополию Лахора.

## Ординарии епархии
- епископ Франческо Бенедетто Чиалео OP[1] (15.01.1937 — 13.04.1960) — назначен епископом Фейсалабада;
- епископ Алозиус Луис Ширер OP (13.04.1960 — 27.01.1966);
- епископ Эрнест Бертран Боланд OP (17.05.1966 — 20.10.1984);
- епископ Патрас Юсаф (20.10.1984 — 29.12.1998);
- епископ Эндрю Френсис (3.12.1999 — 13.06.2014);
- епископ Бенни Марио Травас (29.05.2015 — 11.02.2021).

## Источник
- Annuario Pontificio, Libreria Editrice Vaticana, Città del Vaticano, 2003, ISBN 88-209-7422-3
- Булла Quo apostolici, AAS 29 (1937), стр. 263  (лат.)
- Булла Enascens inter infideles, AAS 32 (1940), стр. 34  (лат.)